# NGC 2245
NGC 2245 (również LBN 904) – mgławica refleksyjna znajdująca się w gwiazdozbiorze Jednorożca. Odkrył ją William Herschel 16 stycznia 1784 roku. Mgławica ta jest rozświetlana przez gwiazdę typu Herbig Ae/Be LkHα 215 (V699 Mon), należącą do młodej asocjacji Mon R1, oddalonej o ok. 800 parseków (ok. 2600 lat świetlnych) od Słońca. Jasność tej gwiazdy wynosi 10,70m.